# Roman Becker

Roman Becker

Roman Becker (* 4. Februar 1879 in Łódź im damaligen Kongresspolen; † 26. September 1949 in Dresden) war ein deutscher Politiker der SPD.

## Leben und Beruf
Roman Paul Becker besuchte in der Zeit von 1886 bis 1892 die Volksschule in Gleiwitz und absolvierte in den drei Jahren danach eine Malerlehre im selben Ort. Seine Wanderschaft führte ihn neben Deutschland auch nach Österreich und in die Niederlande. Von 1900 bis 1901 leistete Becker seinen Militärdienst beim Infanterieregiment 51 und arbeitete im Anschluss daran als Malergeselle in Gleiwitz bis 1910. Bis in die 1930er Jahre führte er sein Malergeschäft und einen Farbengroßhandel in Gleiwitz, außerdem am damaligen Germania-Platz eine Gaststätte, die auch als Stammlokal der Gleiwitzer SPD diente. Becker war Vater von einer Tochter und fünf Söhnen. Am Ersten Weltkrieg nahm Becker bis Januar 1918 als Soldat teil und arbeitete danach bis November des Jahres in einer Munitionsfabrik. In den 20er Jahren kam er zu Wohlstand und führte einen bürgerlichen Lebenswandel in einer großen Villa in der Straße Im Erlengrund, mit Autos und Hauspersonal. Roman Becker war als SPD-Politiker und erfolgreicher Geschäftsmann in seiner Zeit eine eher seltene Erscheinung. Nach der Machtübernahme durch die Nationalsozialisten bekam er sofort Probleme. Mehrfach wurden die Fensterscheiben seiner Gaststätte von der SA mit Steinen eingeworfen, über die Banken wurden Kreditkündigungen erwirkt, die ihn seine Firmen und seinen Immobilienbesitz kosteten und auch zum Verlust der Familienvilla führten. Er verarmte in der Zeit des Nationalsozialismus schnell, bewohnte eine kleine Zweizimmerwohnung in der Langestraße, seine Frau Emilie verstarb am 17. Oktober 1937. Seinen Lebensunterhalt verdiente Becker mit einem Fahrradkurierdienst, genannt Die Roten Radler, die in roten Uniformen Botenfahrten erledigten. Nach dem Krieg ließ er sich in Zittau nieder, wo seine Schwester Margarete bereits vor dem Krieg ein Hutgeschäft führte. Becker selbst eröffnete ein An- und Verkaufsgeschäft mit Tauschzentrale und setzte die Idee der Roten Radler auch in Zittau um. In der sowjetisch besetzten Zone hatte er als ehemaliger SPD-Abgeordneter und Gegner des nationalsozialistischen Regimes keine politischen Probleme. Er starb an Herzversagen in Dresden auf dem Neustädter Bahnhof am 26. September 1949. Beerdigt wurde er in Zittau.

## Politische Karriere
Im Jahr 1896 trat Becker sowohl in die SPD als auch in die Gewerkschaft ein und wurde im Jahr 1901 Vorsitzender des Gewerkschaftskartells in Gleiwitz, ein Posten, den er bis 1908 innehatte. Zusätzlich zu diesem Amt war Becker auch noch in der Zeit von 1904 bis 1908 Vorsitzender der Handwerker-Krankenkasse.
Seine gewerkschaftliche und politische Tätigkeit führten zu mehreren Geldstrafen. Im Jahr 1908 wurde er wegen versuchter Nötigung während eines Streiks zu vier Wochen Gefängnis verurteilt. Nach dem Ende des Ersten Weltkrieges wurde er im November 1918 Vorsitzender des Arbeiterrates in Gleiwitz und übernahm kurze Zeit darauf im Jahr 1919 das Amt eines unbesoldeten Stadtrates in seiner Heimat. In der Zeit des Nationalsozialismus bekam er erhebliche Probleme.

## Parlamentszugehörigkeit
Becker gehörte der verfassunggebenden Nationalversammlung und dem Reichstag bis Dezember 1922 als Abgeordneter des Wahlkreises 10 (Oppeln) an.